# 1786 год в литературе

## События
- 27 марта — по указу книга Сен-Мартен, Л.К. «О заблуждениях и истине, или Воззвание человеческого рода ко всеобщему началу знания» была запрещена и изъята из продажи.[1]
- Завершено написание первой части пятого тома «История Российская от древнейших времен» Михаила Михайловича Щербатова, выпускалось отдельным изданием в Санкт-Петербурге в 552 страницах.[2]
- Журнал «Лекарство от скуки и забот» издавался в Санкт-Петербурге с июля 1786 по январь 1787 года.[3]
- В 1986 году первый детский журнал в России «Детское чтение для сердца и разума» выпустил с пятой по восьмую части.
- Повесть «Ватек» первые опубликована была в 1786 году на английском языке (в переводе Сэмюэла Хенли, англ.) под названием «Арабская сказка, из неопубликованной рукописи»

## Книги
- Учебник «Начертание естественной истории, изданное для народных училищ Российской Империи по Высочайшему повелению царствующей императрицы Екатерины Второй», написанный Василием Федоровичем Зуевым и изданный в 1786 году.[4]
- «Лексикон Императорской» («Полный французский и российский лексикон») том I, от А до К первое издание напечатано в Императорской Типографии, в Санкт-Петербурге.[5]
- Впервые вышла в свет первая из двух публикаций «Лексиконов Татищева»  — неоконченный «Лексикон российский исторический, географический, политический и гражданский».
- Преступник из-за потерянной чести — новелла Фридриха Шиллера
- «Альфа и Омега», издана в типографии его королевского величества Станислава Августа Великого короля польского и Великого князя Литовского в граде Вильне в обители святой живоначальной Троицы.[6]
- Книга «Часовник» издана в 1786 году[7] в типографии Дмитрия Рукавишникова и Якова Железникова в городе Клинцы.

## Родились
- 24 февраля — Вильгельм Гримм, немецкий филолог, брат Якоба Гримма.
- 8  июня — Фёдор Николаевич Глинка, русский поэт, публицист, прозаик.
- 28 сентября – Дмитрий Бегичев, русский писатель и чиновник.

## Умерли
- 4 января — Мозес Мендельсон, еврейско-немецкий философ, экзегет и переводчик библейских текстов.
- 8 февраля — Иоганн Каспар Рисбек (Johann Kaspar Riesbeck), немецкий юрист, писатель, иллюминат (род. 1754).
- 22 июля — Иоганн Петер Виллебранд, немецкий юрист, писатель, историк, хронист, путешественник.